# Engenheiros sem Fronteiras
Engenheiros sem Fronteiras  (EsF) é uma expressão utilizada por um número de organizações não-governamentais em vários países para descrever suas atividades baseadas em engenharia e orientadas para o desenvolvimento humano. Todos esses grupos trabalham para prover as necessidades de comunidades desfavorecidas e pessoas de todo o mundo através de projetos de engenharia
Muitos grupos nacionais ESF são desenvolvidos de forma independente um do outro, e assim não são todos formalmente afiliados um com o outro, e o nível de colaboração e desenvolvimento organizacional varia. A maioria das organizações ESF / ISF (Francês, Ingénieurs Sans Frontières) estão fortemente ligadas à academia e aos estudantes, com muitas delas sendo lideradas por estudantes.

## História das organizações de ESF/ISF
As primeiras organizações a carregar o nome Ingénieurs Sans Frontières  foram ISF-França, fundada na década de 80, e ISF-Espanha e ISF-Itália, fundadas na década de 90. EWB-Canadá, uma das maiores organizações de Engenheiros Sem Fronteiras, foi fundada no final da década de 90. EWB-UK foi fundada com o apoio da EWB-Canadá em 2001.
Nos EUA uma organização chamada EWB-EUA foi fundada no Colorado em 2001. No mesmo ano, uma organização chamada Engenheiros Sem Fronteiras EUA foi fundada na Universidade de Cornell. Esta organização foi rebatizada mais tarde  Engenheiros para um Mundo Sustentável depois de uma disputa sobre o nome com a EWB-EUA. [carece de fontes?]
Um grande número de outros grupos de ESF já foram estabelecidos ao redor do mundo, com diversas estruturas, objetivos e atividades.

### Cooperação internacional
Várias das organizações ESF são afiliados com a organização Engineers Without Borders - International (EWB-I). EWB-I é uma associação de grupos nacionais ESF com a missão de facilitar a colaboração, o intercâmbio de informações e assistência entre seus membros. EWB-I foi fundada em 2004 pelo Prof. Bernard Amadei, o fundador da EWB-EUA. [carece de fontes?]
Vários outros grupos ESF mais velhos não são membros da EWB-I, por uma variedade de razões. EWB Canadá, por exemplo, afirma que: "Uma organização é mais do que apenas um nome e objetivos mais ou menos semelhantes. A fim de trabalharem em conjunto, as organizações devem compartilhar estratégia e cultura, nenhuma das quais atualmente presente na rede internacional." No entanto, esta visão não é compartilhada por todos os grupos de ESF. [carece de fontes?]
Muitas das organizações que não são membros da EWB-I, como EWB-Canadá, ISF-Espanha, EWB-Reino Unido, e outros, colaboram entre si e com outros grupos similares. [carece de fontes?]

## Organizações de ESF
Os membros da EWB-International
- Engenheiros Sem Fronteiras - Líbano
- Engenheiros Sem Fronteiras - Los Angeles[5]
- Engenheiros Sem Fronteiras - Israel[6]
- Engenheiros Sem Fronteiras (IUG Dinamarca 2001)
- Ingénieurs Sans Frontières (Bélgica)
- Engenheiros Sem Fronteiras (Brasil)
- Engenheiros Sem Fronteiras Alemanha (Ingenieure Ohne Grenzen eV) (Alemanha)
- Engenheiros Sem Fronteiras (India)
- Engenheiros Sem Fronteiras (Gabão)
- Engenheiros Sem Fronteiras (Palestina)
- Ingeniería Sin Fronteras (Argentina) [7]
- Engenheiros Sem Fronteiras (Portugal) (EpDAH e TESE)
- Engenheiros Sem Fronteiras - Líbano[8]
- Engenheiros Sem Fronteiras - Paquistão[9]
- Engenheiros Sem Fronteiras (USA)
- Ingénieurs Sans Frontières - Cameroun[10]
- Engenheiros Sem Fronteiras - Egipto[11]
- Engenheiros Sem Fronteiras - Grécia[12]
- Engenheiros Sem Fronteiras - Kosovo
- Inzeneri bez Granici - Macedónia[13]
- Ingenieros Sin Fronteras - México
- Engenheiros Sem Fronteiras - Nepal[14]
- Sans Frontières INGENIEURS Québec[15]
- Engenheiros Sem Fronteiras - Ruanda[16]
- Ingenjörer och Naturvetare utan Gränser-Sverige (EWB-Suécia) [17]
- Engenheiros grænser uden - Danmark (EWB-Dinamarca) [18]
- Engenheiros uten Grenser - Norge (EWB-Noruega) [19]
- Engenheiros Sem Fronteiras - Iraque[20]
- Engenheiros Sem Fronteiras (Canadá)
- Engenheiros Sem Fronteiras (UK)

Não membros da EWB-International:
- Ingeniería Sin Fronteras (España)
- Engenheiros Sem Fronteiras - Luxemburgo
- Engenheiros Sem Fronteiras (Austrália)
- Engenheiros Sem Fronteiras (Nova Zelândia)
- Engenheiros Sem Fronteiras (Irlanda)

## ESF-Brasil
O movimento Engenheiros Sem Fronteiras nasceu na França nos anos 80. Em meados dos anos 90, foi criado o escritório global, o Engineers Without Borders International (EWB), que além de regular e conceder o uso de nossa marca, também promove eventos e projetos nos países que estão inseridos. A engenharia, sustentabilidade, educação e voluntariado são pilares da organização.
Em 2019, a organização já está presente 65 países em todos os continentes com uma equipe de 150 mil estudantes e profissionais, que trabalham com o objetivo de promover o desenvolvimento humano e sustentável por meio de engenharia direcionando ao desenvolvimento da sociedade, criando soluções para os problemas enfrentados por comunidades e pessoas carentes. Dessa forma, pretende melhorar a qualidade de vida da população, contribuindo de forma relevante para o desenvolvimento sustentável.
No dia 25 de junho de 2010, em uma cidade de pouco mais de 70 mil habitantes no interior de Minas Gerais, nascia um projeto de vida em forma de organização, o Engenheiros sem Fronteiras Brasil, seguindo o modelo de outras organizações ao redor do globo, o sonho de impactar a vida dos brasileiros saía do papel humildemente.  Sediado no Núcleo de Desenvolvimento Social e Educacional no Centro de Desenvolvimento Tecnológico - Centev/UFV  em Viçosa - MG, a Diretoria Nacional tem como objetivo gerenciar os núcleos que compõem o ESF - Brasil espalhados por todo o país, garantindo que eles possam realizar os projetos conforme a filosofia da organização.  Atualmente, a organização está presente em 20 estados brasileiros, com mais de 2 mil voluntários, cerca de 500 projetos concluídos e mais de 60 mil vidas impactadas.
A Diretoria Nacional e os Núcleos são auxiliados pelo seus Conselhos Fiscal, Consultivo e Administrativo que apoiam e facilitam o trabalho do ESF.  No início a organização contou ainda com parceiros como a DataCont e Centev/UFV, além de parcerias com outras organizações como, ONGs locais as quais os Núcleos realizam projetos e consultorias de forma colaborativa

## Histórico
Ano 2012/2013. Primeira Gestão do Presidente Micael Daher Jardim.
A equipe do ESF-Brasil teve as seguintes conquistas, entre outras:
- Reestruturação dos cargos;
- Criação de curso de formação para novos membros;
- Finalização dos Manuais para auxiliar os Núcleos na fundação e nos

processos básicos de gestão de pessoas, gestão de projetos, gestão
financeira e comunicação;
- Melhora da comunicação interna e compartilhamento de documentos e

arquivos;
- Criação de procedimentos para fundação de novos Núcleos;
- Aumento de 1 para mais de 10 Núcleos em cidades diferentes;
- Melhoria da página do Facebook de modo a facilitar nossa comunicação

com a população;
- Promoção a Full Member no Engineers Without Borders – Internacional;
- Criação de projetos padrões para serem replicados pelos Núcleos: Sabão
- Ecológico e Horta Solidária;
- Troca de gestão realizada sem perda de capital humano.

De 2013 a 2014, Ocorreu a Segunda Gestão do Presidente Micael Daher Jardim. A equipe do ESF-Brasil teve as seguintes conquistas, entre outras:
- Criação do primeiro Congresso dos Engenheiros Sem Fronteiras;
- Expansão de 10 para 17 cidades no Brasil;
- Reformulação e melhoria dos Manuais;
- Maior valorização do Facebook atingindo a marca de mais de 10 mil fãs;
- Criação e disponibilização do Sistema Integrado de Gestão e aumento

do controle sobre os Núcleos;
- Melhoria do processo de orientação para fundação de novos Núcleos;
- Melhoria da orientação dos Núcleos.

De 2013 a 2014, ocorreu a segunda gestão do Presidente Micael Daher Jardim
- Organização entrou no programa Google for Non Profits.
- 2° Congresso Sem Fronteiras em São Leopoldo - RS.
- Gestor de projetos online (Redmine),
- Sistema de gestão (para a diretoria e para os núcleos)

Ano de 2016 Ocorreu a segunda gestão do Presidente Átila Santos.
Nossa missão em 2016 era: Transformar a realidade da sociedade através de projetos e ações com base em Engenharia, visando o desenvolvimento sustentável sócio-econômico, ambiental e cultural.
- Participação do Fórum Global dos Engenheiros Sem Fronteiras, nos EUA
- Lançamento da revista Panorama Sem Fronteiras
- Processo Seletivo
- I Ação Nacional
- Criação da Diretoria de Gestão de Pessoas
- Projeto de implantação de programa de Segurança do Trabalho
- Mapeamento de Projetos
- Treinamento para os membros sobre Gerenciamento de Projetos
- Alinhamento Estratégico com os novos membros
- Plano de Ação
- Meeting entre ESF-Brasil, ESF- Núcleo Governador Valadares e ESF- Núcleo Viçosa
- Reuniões com centros da Universidade Federal de Viçosa para apresentar a organização e pleitear uma nova sede
- Reunião com o Programa de Educação Tutorial (PET EPR)
- DataCenterDynamics Awards Brazil 2016
- Apoio aos núcleos
- Motivação dos membros dos núcleos
- II Ação Nacional
- Pesquisa Motivacional
- Descrição dos cargos e Organograma
- Reunião com a organização do evento DataCenterDynamics Awards Brazil 2016
- Criação da nova logomarca do Engenheiros Sem Fronteiras
- III Congresso Nacional Engenheiros Sem Fronteiras
- Parceria com a Fundação Estudar
- Acompanhamento de parcerias
- Participação no evento DataCenterDynamics Awards Brazil 2016

2017/2018 Presidente Natália D'Alessandro e Vice-Presidente Victor Rossini Rosa
- IV Congresso Brasileiro dos Engenheiros Sem Fronteiras Brasil em Lavras-MG, definimos nossa missão atual: Promover o desenvolvimento humano e

sustentável por meio da engenharia.
- Criação de   mais núcleos, sessenta até ano.
- Processo de homologação  iniciado.

2019 Presidente Cleuller Camilo Vice-Presidente Raquel Machado Miranda:
Nessa gestão, a organização estabelece como objetivo a melhoria da qualidade de vida das comunidades e indivíduos em situação de necessidade, contribuindo para que os Objetivos de Desenvolvimento Sustentável (ODS) sejam alcançados. Para isso, desenvolve-se projetos em construção civil, saneamento, agricultura, energia, infraestrutura, empoderamento econômico e educação.
- Criação da missão da Diretoria Nacional, e  visão para os Núcleos, com um Planejamento Estratégico, com margem de atividades de 3 anos e com +200 planos de ação;
- Conselho Consultivo, Deliberativo e Fiscal estruturado;
- Site interno,Transparência, organização e possibilidade de replicação em Núcleos;
- Sete novas Premiações;
- 1ª Missão Internacional feita em cooperação com o Engenheiros Sem Fronteiras - Brasil Reconstrução após Ciclones em Moçambique, juntamente com a equipe

da Nicarágua, Engenheiros Sem Fronteiras Estados Unidos (EWB USA) e o Programa da Nações Unidas para o Desenvolvimento (PNUD);
- 1ª Revista de Periódicos Científicos do ESF;
- Acompanhamento de núcleos quinzenalmente com a participação de materiais de diversos parceiros;
- Criação de Grupos de Trabalho para desenvolvimento de projetos tradicionais e cases a serem replicados na rede;
- Criação de mapeamento de todos os projetos realizados na rede e disponibilidade no site interno;
- VI Congresso Brasileiro dos Engenheiros Sem Fronteiras;
- O alcance da nossa rede aumentou exponencialmente; 5.000 visitantes mensais no site +10.000 assinantes no mailing, +23.000 curtidas no facebook, + 8.000

seguidores no instagram e  + 3.750 seguidores no linkedin.
- Captação de Recursos através de Doações e Editais;
- Representante no EWB- Internacional;
- Presença em mais de trinta eventos, entre participação, mentorias e palestras.
- Eventos Regionais planejados para 2020, para capacitação dos Núcleos em suas devidas regiões;
- Premiações financeiras no Congresso Nacional dos Engenheiros sem Fronteiras (VI CBESF);
- Criação de Novo Estatuto aprovado em assembleia geral;
- Melhoria o acompanhamento de editais e prestar consultoria aos Núcleos.

Ser um engenheiro sem fronteiras é acreditar na importância da engenharia para a transformação social e se posicionar no papel de agente dessa transformação.
É esta bandeira que a organização levanta até hoje, 9 anos depois. É emocionante ver o quanto o pequeno já não representa o Engenheiros Sem Fronteiras no Brasil. Isto porque os sonhos são grandes e projeto para o país é ajudar a deixá-lo enorme. E é com esse respeito à história e amor ao futuro que nós desejamos caminhar.
O Engenheiros Sem Fronteiras é uma organização sem fins lucrativos, idônea, competente e transparente. APOIE ESSA CAUSA! 
A organização continuamente de contribuições de indivíduos e empresas para poder realizar projetos e expandir nossas atividades. Os projetos não são voltados ao lucro e não dão retorno financeiro à organização. Doações de qualquer valor são aceitas, pois toda ajuda é muito valiosa.
A Diretoria Nacional do Engenheiros Sem Fronteiras – Brasil, é composta por 4 cargos executivos: Presidente, Vice-Presidente de Comunicação, Vice-Presidente de Desenvolvimento e Vice-Presidente Técnico, juntamente com uma equipe de 36 assessores. Com período mínimo de 1 ano de gestão conforme estatuto com última eleição realizada em fevereiro de 2019.

## Diretoria nacional
A Diretoria Nacional do Engenheiros Sem Fronteiras – Brasil, possui como principais funções:
– Regular a marca Engenheiros Sem Fronteiras® em território brasileiro;
– Criar, avaliar, promover (homologar), encerrar núcleos atuantes em qualquer cidade;
– Criar e gerenciar a aplicação de processos e metodologias dentro da rede de núcleos;
– Gerir e difundir o conhecimento da organização a nível nacional;
– Gerar relatórios de avaliação e de resultados internos e externos dos núcleos no país;
– Representar a organização a nível nacional e a nível internacional dentro do Engineers Without Borders e e dentro da ONU onde somos signatários do Pacto Global e do Pacto de Empoderamento Feminino;
– Orientar e oferecer suporte aos núcleos em quaisquer ações ou projetos quando solicitado ou identificar a necessidade;
– Realizar edital e promover o Congresso Brasileiro dos Engenheiros Sem Fronteiras;
– Promover e difundir a criação científica através de nosso Congresso e Revista de Periódicos (Brazilian Journal of Sustainability);
– Difundir a metodologia mundial da organização no Brasil onde prezamos pela importância do envolvimento comunitário, do diálogo e da cooperação com projetos desenvolvidos e executados por voluntários locais, que se envolvem pessoalmente com os membros da comunidade, escutam suas necessidades e estabelecem parcerias e amizades

## Conselho Consultivo
O Conselho Consultivo do Engenheiros Sem Fronteiras – Brasil, é composto por Professores Orientadores de Núcleos e por Profissionais relacionados a Engenharia e organizações da sociedade civil. Com período mínimo de 2 anos de gestão conforme regimento interno com última eleição realizada em junho de 2018.

## Conselho Deliberativo
O Conselho Deliberativo do Engenheiros Sem Fronteiras – Brasil, segue o molde definido em estatuto sendo composto por 5 Diretores de Núcleos Homologados, 1 representante indicado pela Diretoria Nacional e 1 representante indicado pelo Conselho Consultivo. Com período mínimo de 2 anos de gestão conforme regimento interno com última eleição realizada em fevereiro de 2019.

## Conselho Fiscal
O Conselho Fiscal do Engenheiros Sem Fronteiras – Brasil, segue o molde definido em estatuto sendo composto 3 Diretores de Núcleos Homologados. Com período mínimo 2 anos de gestão conforme regimento interno com última eleição realizada em fevereiro de 2019.

## Certificações e Prêmios
- ALCOA Grant 2013
- ALCOA Grant 2015
- Membro Sênior (Full Member) EWB-International 2016
- Vencedor no Programa de Aceleração de Impacto Social 2019 – Categoria Incubação
- Selo ONG Transparente – Instituto Doar 2019
- Programa de Aceleração DOA Brasil 2019
- Selo ONG Apoiada Risü 2019
- Prêmio de Boas Práticas de Gestão – 15° Encontro Nacional do Terceiro Setor (ENATS) 2019
- Mapa Cidades Sustentáveis – Categoria Preservação Ambiental 2019 O Quintessa e o Instituto Vedacit mapearam em 2019 as organizações do Brasil que

atuavam no Coalizão da Estratégia ODS – 2019 
- Plataforma por um Novo Marco Regulatório 2019
- 100 Melhores ONGs para se doar 2019
- Melhor ONG de desenvolvimento local  2019
- Pacto Global (Global Compact) ONU 2019
- Pacto de Empoderamento Feminino (Women’s Empowerment Principles) – ONU 2019
- Water CEO Mandate ONU
- Vencedor do 1° Programa de Mentoría Valor Instituto Nissan

## Linhas de Atuação e Objetivos do Desenvolvimento Sustentável
Por diretrizes do Engineers Without Borders (EWB) e através do Pacto Global desenvolvemos nossos projetos de acordo com os Objetivos de Desenvolvimento Sustentável (ODS). Esses são uma coleção de 17 metas globais estabelecidas pela Assembleia Geral das Nações Unidas: 
“Transformando o nosso mundo: a Agenda 2030 para o Desenvolvimento Sustentável”. Por uma questão estratégica associamos cada uma das nossas linhas de atuação aos ODS correspondentes.
-Educacional: Voltados a capacitação técnica profissional, melhoria no ensino, formação interpessoal de estudantes de engenharia e iniciativas de conscientização;
-Gestão e Empreendedorismo: Relacionados com métodos, ferramentas e organização de gestão de instituições, assim como o incentivo / fomento a atividades empreendedoras;
-Infraestrutura e Assistência Básica: Com foco em amenizar as necessidades do indivíduo e da infraestrutura de instituições (arrecadações de alimentos, brinquedos, pintura, reforma, projeto hidrosanitário, etc);
-Sustentabilidade: Voltados ao uso eficiente dos recursos como aquecimento solar, reaproveitamento de água, reciclagem e destinação de resíduos, uso consciente de espaços, hortas comunitárias e tratamento de água e esgoto.

## Projetos Concluídos
Abaixo apresentamos alguns projetos que já foram realizados dentre os mais de 500 concluídos com sucesso, os quais impactaram mais de 60.000 vidas.
EDUCACIONAL 
-Semana do Lixo Zero
-PROCAP
-Escola Eficiente
-Dia D - Conscientização Ecológica
-Educação Ambiental
Gestão e Empreendedorismo
-Sabão  Ecológico
-ALAS
-Fala Engenheir@!: Os desafios de ser mulher na engenharia
-Engenharia de Produção e 5S
Infraestrutura e Assistência Básica
-Engenharia Popular na Construção de outra economia: Experiência Agroecológica
-Morar Bem
-Implementação de Espaço Educador Sustentável
Sustentabilidade
-Captação de água da chuva
-Horta Vertical e Compostagem
-Foz Nascente
-Biodigestor Rural

## Projetos em Andamento
A rede Engenheiros Sem Fronteiras – Brasil não para de espalhar sua onda verde por todo país e fora dele. Temos mais de 350 projetos em andamento, sendo alguns listados a seguir.
- Reconstrução de Moçambique
- Projeto com Venezuelanos
- Aldeia da Fraternidade
- Mutirão Sem Fronteiras
- Renova
- Escola Sustentável

## Núcleos Homologados
Núcleos homologados aderiram aos valores da ONG, já se consolidaram, são referência em sua região, têm um histórico de projetos relevantes concluídos e em andamento, além de possuírem toda estrutura interna necessária para seu funcionamento sustentável.

## Núcleos Oficiais e Em Experiência
Núcleos oficiais são aqueles que já passaram pelo processo de experiência, mas ainda não foram homologados. Desenvolvem projetos técnicos e sociais, além de estarem em busca de serem referência em sua região e de uma estruturação interna sustentável.
Já núcleos em experiência são aqueles que estão em fase inicial, desenvolvendo um projeto piloto, estruturando-se juridicamente e criando um senso de pertencimento de rede, para se tornarem oficiais.
Para mais informações dos núcleos existente e seus níveis acesse:
https://esf.org.br/voluntariado